# Svallbäckstjärnen
Svallbäckstjärnen är en sjö i Arvidsjaurs kommun i Lappland och ingår i Skellefteälvens huvudavrinningsområde. Sjöns area är 0,037 kvadratkilometer och den befinner sig 400 meter över havet.